# Gillis van der Vlamincpoorte
Gillis van der Vlamincpoorte was een vijftiende-eeuws burgemeester van Brugge.

## Levensloop
Gillis van der Vlamincpoorte behoorde tot een familie van handelaars en makelaars. In 1431 was hij bestuurslid in de nering van makelaars.
In een periode van hevige opstand tegen hertog Filips de Goede en van inwendige twisten tussen verschillende facties binnen Brugge, was Van der Vlamincpoorte eerste schepen. Toen de burgemeester van de schepenen Maurits van Varsenare in april 1438 door een opstandige menigte werd doodgeslagen, volgde hij hem op tot aan de nieuwe wetsvernieuwing. Hij vervulde nadien nog twee mandaten als burgemeester van de schepenen, in een periode toen de vrede tussen de hertog en de stad was hersteld. Het blijkt dus duidelijk dat Van der Vlamincpoorte het vertrouwen genoot, zowel van de hertog als van de uiteenlopende krachten in de stad.
Van der Vlamincpoorte maakte deel uit van de leden van het steekspelgenootschap van de Witte Beer. Nochtans werd hij nooit vermeld als deelnemer aan steekspelen in Brugge, maar wel werd hij in 1425 vermeld als lid van een delegatie die in Rijsel aan een steekspel met hertog Filips de Goede deelnam.
Na hem kwamen nog een Joris en een Jan van der Vlamincpoorte voor onder de schepenen.

## Stadsbestuur
Van der Vlamincpoorte was gedurende vijfentwintig jaar verbonden met het Brugse stadsbestuur, met de reglementaire alternaties, als volgt:
- 1421-1422: raadslid
- 1423-1424: schepen
- 1425-1426: schepen
- 1427-1428: schepen
- 1430-1431: thesaurier
- 1436-1437: eerste schepen
- 1437-1438: eerste schepen
- 1438 (april-september): burgemeester van de schepenen
- 1440-1441: burgemeester van de schepenen
- 1444-1445: burgemeester van de schepenen.

## Bron
- Stadsarchief Brugge, Register van de Wetsvernieuwingen